# Rudy Galli
Rudy Galli (* 21. September 1983 in Tirano, Italien) ist ein ehemaliger italienischer Snowboarder. Er startete in den Paralleldisziplinen.

## Werdegang
Galli, der für den C.S. Esercito startete, trat international erstmals bei den Juniorenweltmeisterschaften 2000 in Berchtesgaden in Erscheinung. Dort belegte er den 29. Platz im Parallelslalom und den 25. Rang im Parallel-Riesenslalom. Sein Debüt im Snowboard-Weltcup gab er im März 2000 in Innichen, wobei er den 72. Platz im Parallelslalom errang. In den folgenden Jahren wurde er bei den Juniorenweltmeisterschaften 2001 in Nassfeld Neunter im Parallelslalom sowie Achter im Parallel-Riesenslalom und holte bei den Juniorenweltmeisterschaften 2002 in Rovaniemi die Silbermedaille im Parallel-Riesenslalom. In der Saison 2002/03 fuhr er bei den Snowboard-Weltmeisterschaften 2003 am Kreischberg auf den 25. Platz im Parallelslalom sowie auf den 17. Rang im Parallel-Riesenslalom und gewann bei den Juniorenweltmeisterschaften 2003 in Prato Nevoso die Goldmedaille im Parallel-Riesenslalom. Zudem wurde im März 2003 italienischer Meister im Parallelslalom. In der Saison 2003/04 erreichte er mit achten Plätzen in Landgraaf sowie in Berchtesgaden seine einzigen Top-Zehn-Platzierungen im Weltcup und zum Saisonende mit dem 29. Platz im Parallel-Weltcup sein bestes Gesamtergebnis. In den folgenden Jahren belegte er bei den Snowboard-Weltmeisterschaften 2005 in Whistler den 37. Platz im Parallelslalom sowie den 26. Rang im Parallel-Riesenslalom, bei den Snowboard-Weltmeisterschaften 2007 in Arosa den 33. Platz im Parallelslalom sowie den 24. Rang im Parallel-Riesenslalom und bei den Snowboard-Weltmeisterschaften 2009 in Gangwon den 30. Platz im Parallel-Riesenslalom sowie den 20. Rang im Parallelslalom. Bei seiner einzigen Olympiateilnahme im Februar 2006 in Turin errang er den 28. Platz im Parallel-Riesenslalom. Seinen 97. und damit letzten Weltcup absolvierte er im Dezember 2012 im Carezza, welchen er auf dem 45. Platz im Parallel-Riesenslalom beendete.

## Teilnahmen an Weltmeisterschaften und Olympischen Winterspielen

### Olympische Winterspiele
- 2006 Turin: 28. Platz Parallel-Riesenslalom

### Snowboard-Weltmeisterschaften
- 2003 Kreischberg: 17. Platz Parallel-Riesenslalom, 25. Platz Parallelslalom
- 2005 Whistler: 26. Platz Parallel-Riesenslalom, 37. Platz Parallelslalom
- 2007 Arosa: 24. Platz Parallel-Riesenslalom, 33. Platz Parallelslalom
- 2009 Gangwon: 20. Platz Parallelslalom, 30. Platz Parallel-Riesenslalom

## Weltcup-Gesamtplatzierungen
| Saison    | Gesamt | Gesamt | Parallel | Parallel | Parallel-Riesenslalom | Parallel-Riesenslalom |
| Saison    | Punkte | Platz  | Punkte   | Platz    | Punkte                | Platz                 |
| --------- | ------ | ------ | -------- | -------- | --------------------- | --------------------- |
| 1999/2000 | 2      | 127.   | -        | -        | -                     | -                     |
| 2001/02   | -      | -      | 16       | 72.      | 192                   | 45.                   |
| 2002/03   | -      | -      | 451      | 42.      | -                     | -                     |
| 2003/04   | -      | -      | 1284     | 29.      | -                     | -                     |
| 2004/05   | -      | -      | 703      | 39.      | -                     | -                     |
| 2005/06   | 615    | 128.   | 615      | 36.      | -                     | -                     |
| 2006/07   | 468    | 115.   | 468      | 36.      | -                     | -                     |
| 2007/08   | 342    | 167.   | 342      | 43.      | -                     | -                     |
| 2008/09   | 270    | 179.   | 270      | 40.      | -                     | -                     |
| 2009/10   | 134    | 214.   | 134      | 49.      | -                     | -                     |
| 2010/11   | -      | -      | 18       | 73.      | -                     | -                     |
| 2011/12   | -      | -      | 57       | 57.      | -                     | -                     |
| 2012/13   | -      | -      | 17       | 74.      | 17                    | 67.                   |